# Jordi Pedret i Grenzner
Jordi Pedret i Grenzner (Barcelona, 29 d'octubre de 1950) és un advocat i polític català, diputat al Congrés dels Diputats.

## Biografia
Llicenciat en Dret, és i professor titular de l'Escola Universitària de Treball Social de Barcelona. Ingressa a Convergència Socialista de Catalunya en 1974 i després passa al PSC-Congrés, i d'ací l'actual Partit dels Socialistes de Catalunya (PSC-PSOE) el 1978.
És president del Consell de la Federació PSC-Barcelona. Membre del Consell Nacional del PSC, vicepresident Acsur-Las Segovias, soci de l'Associació Catalana de Juristes Demòcrates i d'Associació per l'ONU. També és patró de la Fundació Ramón Rubial - Espanyols en el Món, de la Fundació Andreu Nin i vicepresident de la Fundació ArtSur.
Políticament ha estat diputat pel PSC per la província de Barcelona a les eleccions generals espanyoles de 1986, 1993, 1996, 2000, 2004 i 2008. Durant el seu mandat fou membre de la Delegació espanyola en l'Assemblea Parlamentària Euromediterrània (APEM) i Coordinador de l'Intergrup Parlamentari per Palestina.